# SpaceX CRS-17
SpaceX CRS-17 (alternativně SpX-17, nebo jednoduše CRS-17) je sedmnáctá a zároveň druhá z pěti misí, které byly objednány jako druhé prodloužení původního kontraktu Commercial Resupply Services uzavřeného mezi společností SpaceX a NASA na zásobovací mise kosmické lodi Dragon k Mezinárodní vesmírné stanici (ISS). Celkově šlo o devatenáctý let Dragonu do vesmíru (pokud počítáme i demo lety C1 a C2+). Bylo to pošesté, kdy byla použita již jednou letěná kosmická loď Dragon, konkrétně byla použita loď C113, která letěla už při misi CRS-12. Statický zážeh před startem proběhl 27. dubna 2019 14:00 UTC.

## Náklad

### Náklad při startu
V nehermetizované části byl experiment STP-H6 a OCO-3. STP-H6 je soubor osmi experimentů, mimo jiné pro sledování hvězd, vesmírného počasí a testování komunikace. OCO-3 je zařízení určené ke sledování atmosférického CO2. Přístroj je umístěn na japonském experimentálním modulu Kibo. Cena zařízení je 110 milionů dolarů a plánovaná doba trvání experimentu je 3 roky.
| Celkový náklad                 | 2482 kg |
| ------------------------------ | ------- |
| Celkový hermetizovaný náklad   | 1517 kg |
| Vědecké experimenty            | 726 kg  |
| Zásoby pro posádku             | 338 kg  |
| Hardware pro stanici           | 357 kg  |
| Počítačové vybavení            | 75 kg   |
| Vybavení pro EVA               | 10 kg   |
| Ruský materiál                 | 11 kg   |
| Celkový nehermetizovaný náklad | 965 kg  |
| STP-H6                         |         |
| OCO-3                          |         |

## Vývoj data startu
| Datum              | Poznámka                                                              |
| ------------------ | --------------------------------------------------------------------- |
| říjen 2018         |                                                                       |
| 16. listopadu 2018 |                                                                       |
| 1. února 2019      |                                                                       |
| 17. února 2019     |                                                                       |
| 17. března 2019    | platné k polovině ledna 2019                                          |
| 14. dubna 2019     |                                                                       |
| 25. dubna 2019     |                                                                       |
| 26. dubna 2019     | platné k 9. dubnu 2019                                                |
| 30. dubna 2019     | odloženo z důvodu komplikací s oběžnou dráhou ISS, platné k 19. dubnu |
| 1. května 2019     | odloženo z důvodu odkladu statického zážehu, platné k 26. dubnu       |
| 3. května 2019     | odloženo z důvodu problémů s elektrickými rozvody na ISS              |
| 4. května 2019     | úspěšný start                                                         |

## Nosič
Loď vynesla raketa Falcon 9, konkrétně první stupeň B1056, pro který to byl první start. Při tiskové konferenci před startem bylo oznámeno, že tento stupeň bude možná první, který poletí pro NASA třikrát. Podruhé letěl na misi CRS-18 a zvažuje se použití i při misi CRS-19. Při misích CRS je obvyklé, že první stupeň přistává na pevninské přistávací ploše LZ-1, ale kvůli vyšetřování nehody při testu Dragonu 2 nedaleko přistávací plochy došlo k přistání prvního stupně na plovoucí plošině OCISLY.
Dlouhodobým cílem SpaceX je snadná znovupoužitelnost raketových nosičů. Falcon 9 ve verzi Block 5 měl mimo jiné přinést zjednodušení zpracování stupně po přistání tím, že přistávací nohy, které se u předchozích verzí musely vždy odmontovat, budou upravené pro snadné složení zpět k trupu rakety. Ačkoliv již přistálo více prvních stupňů ve verzi Block 5, vždy byly nohy odmontovány, případně byl proveden test složení a následně byly odmontovány. Při této misi byly nohy poprvé složeny a stupeň byl i s nimi transportován do hangáru.